# Mykola Ovcharov
 (juillet 2025).
Mykola Mykhailovych Ovcharov (né le 9 juillet 1988) est un ukrainien orateur, conférencier et chercheur en art oratoire ainsi qu'un traducteur du latin, réalisateur et artiste des médias. Il est bien connu pour sa classification des types d'argumentation dans l'art oratoire. Il est l'auteur du manuel de rhétorique contemporaine Maître des discours publics et d'autres publications sur l'éthique et la philosophie. Il est rédacteur en chef de la revue savante-populaire sur l'art oratoire Orateur inconnu.

## Biographie
Ovcharov est né à Odessa, en Ukraine. Il a étudié à l'Académie d'État de transport fluvial de Kiev et à l'Université nationale de culture et d'arts de Kiev. Il a collaboré avec de grandes organisations publiques et gouvernementales.
En 2009, il a fondé l'Institut de rhétorique, où il enseigne l'art oratoire et publie des articles analytiques sur la rhétorique, la psychologie, l'éthique et la philosophie.
Ovcharov est l'auteur  de publications sur l'éthique des discours publics. En 2024, il a présenté deux nouveaux livres — Petite éthique et Argumentation fondée sur les preuves,.

## Contribution à la rhétorique contemporaine

### Argumentation fondée sur les preuves
Ovcharov a développé le concept d'argumentation fondée sur les preuves comme méthode de persuasion qui combine la justification empirique avec l'efficacité rhétorique. Dans son ouvrage Argumentation fondée sur les preuves (2024), il a systématisé les approches pour construire des preuves logiquement structurées dans la prise de parole en public.

#### Théorie de l'argumentation
Mykola Ovcharov a distingué trois formes fondamentales d'argumentation dans la rhétorique contemporaine.
- Théorique — faits scientifiques, données de recherche, statistiques, analyses.
- Pratique — exemples pratiques tirés de l'expérience personnelle ou d'autrui.
- Visuelle — preuve utilisant des images ou événements familiers.

Chaque argument doit satisfaire trois exigences : autorité, unicité et renforcement de la thèse par un second argument.

### Influence sur l'école rhétorique ukrainienne
Les développements théoriques d'Ovcharov contribuent à l'institutionnalisation de la rhétorique comme discipline académique en Ukraine. L'Institut de rhétorique, fondé par lui en 2009, fonctionne comme un centre de recherche qui combine l'étude de la tradition classique avec le développement de méthodologies contemporaines de prise de parole en public. Depuis 2025, Mykola Ovcharov publie la revue Orateur inconnu—la première revue savante-populaire en langue ukrainienne consacrée à l'art oratoire. La publication combine les connaissances théoriques avec des conseils pratiques pour améliorer les compétences de communication.

### Travail de traduction
En 2025, il a achevé la première traduction ukrainienne complète du Premier discours de Cicéron contre Catilina du point de vue d'un orateur praticien. Mykola Ovcharov a accordé une attention particulière au rythme, à la dynamique textuelle et aux techniques oratoires qui sont généralement perdues dans la traduction littérale. La traduction est accompagnée de notes détaillées sur le contexte historique, d'explications sur les réalités de la vie romaine et d'une analyse des caractéristiques rhétoriques du discours. L'œuvre sert aux étudiants et chercheurs qui étudient l'histoire romaine, la philosophie et la rhétorique.

## Art des médias et cinéma
En 2018, il a présenté sa première exposition d'art vidéo et art des médias The Interaction sur la transformation humaine de la forme émotionnelle à informationnelle. Les œuvres ont été exposées à la Galerie Saatchi et au Freedom Art Festival à Londres. En 2019, il a réalisé son premier court métrage sans paroles, Trou noir. Le film explore comment les gens s'absorbent mutuellement pour leur propre développement. Il a été présenté en première le 11 juillet 2019 au Festival international du film Revelation Perth (Australie),. Le 29 septembre 2019, le film a reçu un prix spécial du jury au Festival du film indépendant de court métrage "Bardak" à Kharkiv "pour l'écriture claire du réalisateur, l'excellente et profonde cinématographie, et la sélection de personnages distinctifs. Tous les éléments et détails travaillent vers un seul objectif—immerger les spectateurs dans le monde fantaisiste créé par l'auteur".

## Activité publique
Depuis 2019, il organise régulièrement des master classes gratuites sur l'art oratoire pour des groupes sociaux spécifiques qui sont soumis ou peuvent faire face à diverses formes de discrimination en Ukraine et dans le monde (basées sur l'origine, le genre, l'identité nationale ou autre) dans le but de réduire les niveaux d'agression et d'augmenter la communication efficace entre différentes personnes et les niveaux de tolérance.

### Publications scientifiques populaires
| Année | Titre du livre                                  | Description                                                                                     |
| ----- | ----------------------------------------------- | ----------------------------------------------------------------------------------------------- |
| 2017  | Maître des discours publics                     | Théorie de base de l'art oratoire                                                               |
| 2023  | Maître des discours publics. Édition monochrome | Seconde édition de la théorie de l'art oratoire avec illustrations en noir et blanc de l'auteur |
| 2023  | Maître des discours publics. Édition couleur    | Seconde édition de la théorie de l'art oratoire avec illustrations couleur de l'auteur          |
| 2024  | Petite éthique                                  | Sur l'éthique appliquée contemporaine                                                           |
| 2024  | Argumentation fondée sur les preuves            | Sur les méthodes de persuasion dans l'art oratoire                                              |

### Publications périodiques
| Année | Titre           | Type  | Description                                                       |
| ----- | --------------- | ----- | ----------------------------------------------------------------- |
| 2025  | Orateur inconnu | Revue | Publication imprimée sur l'art oratoire, publiée deux fois par an |

### Publications éducatives et méthodologiques
| Année | Titre                     | Description                                                                                         |
| ----- | ------------------------- | --------------------------------------------------------------------------------------------------- |
| 2025  | Comment élever un orateur | Manuel éducatif pour parents et enseignants pour développer les qualités oratoires chez les enfants |

### Traductions
| Année | Titre                                                     | Langues                   |
| ----- | --------------------------------------------------------- | ------------------------- |
| 2025  | Traduction du premier discours de Cicéron contre Catilina | Du latin vers l'ukrainien |